# -au
-au ist eine Ortsnamenendung in verschiedenen deutschsprachigen Regionen.

## Bedeutungen

### Ort am Wasser
Das zugrunde liegende germanische *a[g]wjõ in der Bedeutung ‚Insel, Au‘ ist abgeleitet von germanisch *ahwõ, der heute nur noch in Flussnamen bewahrten Bezeichnung für ‚Gewässer, Fluss‘. Die Namensbestandteile Au(e), Äu und Aa(ch) in Namen germanischer Herkunft können drei verschiedene Bedeutungen haben:
1. Aue im Sinne der heutigen allgemeinen Bedeutung ‚feuchte Niederung‘;[2]
2. Fließgewässer und davon abgeleitete Ortsnamen, auch -a, -ach, -aach, Aa und Ache, vergleiche die Flussnamen Engelberger Aa, Bregenzer Ach, Ache, Brigach, Fulda oder Salzach sowie dänisch, schwedisch und norwegisch -å beziehungsweise Å;
3. Flussinseln, etwa am Rhein, und Seeinseln im oberdeutschen Sprachgebiet dort, wo Flussinseln zumeist Werd (mit Rundung -wörth) genannt werden, so im Bodensee die Inseln Mainau, Reichenau, und die Inselstadt Lindau, im Zürichsee Ufenau und Lützelau.

Das Wort ist urverwandt mit lateinisch aqua ‚Wasser‘. Es findet sich auch in anderen indogermanischen Sprachen, sodass ein gemeinsamer indogermanischer Stamm *əkṷã- mit der Bedeutung Gewässer angenommen werden kann.

### Slawische Orte
Andere Namen auf -au leiten sich von slawischen Genitiv- und Adjektivendungen wie -ow, -owa, -awa her. Derartige Namen kommen vor allem im ostmitteldeutschen Sprachgebiet vor und haben mit Aue etymologisch nichts zu tun.

### Bestandteil von Gau
Nicht mit -au zu verwechseln sind Namen germanischer Herkunft auf -gau in der Bedeutung von Landschaft, Verwaltungseinheit, eigentlich Gerichtsbezirk. Die Bezeichnungen geht entweder auf eine germanische Kollektivbildung *ga-auja- ‚Siedlungsgebiet‘ oder auf eine germanische Kollektivbildung *ga-awja- ‚Umgebung eines Gewässers‘ zurück.
- Vergleiche auch die Liste der Gaue von Alamannien, Schwaben, dem Elsass und von Hochburgund.

## Beispiele

### Orte in Flussauen
Aarau, Amönau, Aschau, Bachenau, Blumenau (München), Brückenau, Buchenau, Freiwaldau, Fürstenau, Gaggenau, Hallau, Hallertau, Hanau, Holledau, Kiel-Holtenau, Ilmenau, Klotzau, Kreuzau, Künzelsau, Langenau, Muldenau, Nassau, Niederau, Neuendettelsau, Passau, Rheinau, Rhinau, Sachsenwaldau, Schönau (mehrere), Soltau, Steinau, Spandau, Wenau, Werdau, Wernau

### Inseln
- im Bodensee: Lindau, Mainau, Mettnau (heute Halbinsel), Reichenau
- im Zürichsee: Ufenau, Lützelau
- in der Lahn: Silberau
- je nach Region ist in Inselnamen die Endung -aue häufiger, vgl. die Namen der Rheininseln Königsklinger Aue, Mariannenaue, Maulbeeraue, Petersaue, Rettbergsaue, Rüdesheimer Aue und Winkeler Aue

### Flüsse
Flussnamen auf -au kommen in vielen Gegenden des deutschen Sprachgebietes vereinzelt vor, etwas häufiger in Niedersachsen und gehäuft in Schleswig-Holstein. Im Landesteil Schleswig entspricht einer deutschen Namensvariante auf -au in der Regel eine dänische auf -å.
Die Silbe wird bei manchen Namen wie ein Suffix an den anderen Bestandteil angehängt, bei anderen bildet sie ein eigenes Substantiv:
- Altenau
- Brokstedter Au
- Glinder Au
- Ilmenau
- Linau
- Rheider Au
- Schwartau
- Warmenau
- Wedeler Au

### Slawische Herkunft
Breslau, Bunzlau, Crimmitschau, Glauchau, Krakau, Löbau, Mockau, Moskau, Bad Muskau, Ostrau, Spandau, Torgau, Totzau, Warschau, Wustrau, Zittau, Züllichau, Zwickau

### Fraglich

#### Teilweise ohne Flussau
Ramsau (nicht alle mit Flussau)

#### Flussau in altem slawischem Gebiet
Dessau, Krumau, Roßlau